# بیمارستان دانشگاه کاونتری
بیمارستان دانشگاه کاونترییکی از بزرگترین بیمارستانهای (NHS سرویس سلامت همگانی)می‌باشد که در منطقه ولسگریو در کاونتری در استان میدلند غربی واقع شده و از مرکز شهر ۶٬۴ کیلومتر فاصله دارد.
این بیمارستان بخشی از اتحادیه بیمارستانهای کاونتری و واریک می‌باشد. دارای بخش اورژانس و تصادفات بسیار فعالی بوده که خدمات بخش حوادث آن در بر گیرنده کاونتری و واریک بوده و یکی از بزرگترین در نوع خود در کشور می‌باشد.

## روند ساخت و توسعه
این بیمارستان تحت پروژه برنامه سرمایه‌گذاری خصوصی جهت جایگزین کردن بیمارستان قدیمی ساخته شده است. کار ساخت این بیمارستان در تاریخ جولی ۲۰۰۲ آغاز و در تاریخ جولی ۲۰۰۶ به پایان رسید. شرکتهای خصوصی اجرای این پروژهProjectco متعاقباً سهام خود دراین بیمارستان را به مبلغ ۶۶۰ میلیون پوند به Innisfree فروختند. ساخت این بیمارستان ۴۴۰ میلیون پوند هزینه داشت اما شرکت اولیه تضمین کرد که این بیمارستان مبلغ ۳٬۳ میلیارد پوند در طی ۳۰ سال سود دهی خواهد کرد.
این بیمارستان مجهز به ۱٬۲۵۰ تخت خواب و ۲۷ اتاق عمل می‌باشد. در سال ۲۰۱۲ به عنوان یکی از چهار مرکز سوانح در استان اختصاص داده شد. در همین سال نیز این بیمارستان مجوز ساخت یک پارکینگ بزرگتر جهت رفاه بیماران و کاهش بار ترافیکی دریافت کرد.
این بیمارستان یکی از ۲۶ مرکز درمانی بود که در زمستان ۲۰۱۴٫۲۰۱۵ باعث کندی ارائه خدمات در اورژانس گردیدند.
کارایی این بیمارستان آن را در رده صد مرکز درمانی موفق در کشور قرار داده است. در سال ۲۰۱۵ تعداد ۶٬۱۹۸ نفر به شکل تمام وقت در این بیمارستان مشغول خدمت بوده‌اند.
این بیمارستان دارای یک کانال رادیویی می‌باشد که از سال ۱۹۷۲ به صورت شبانه‌روزی و هرهفت روز هفته برنامه‌های تفریحی٬موزیک و مصاحبه برای بیماران تولید و ارائه می‌نماید. برنامه‌های این شبکه رادیوئی توسط افراد داوطلب تولید و به روی آنتن می‌رود.
یک بیمارستان خصوصی به نام مریدن نیز در محوطه این بیمارستان وجود دارد.

## نگارخانه

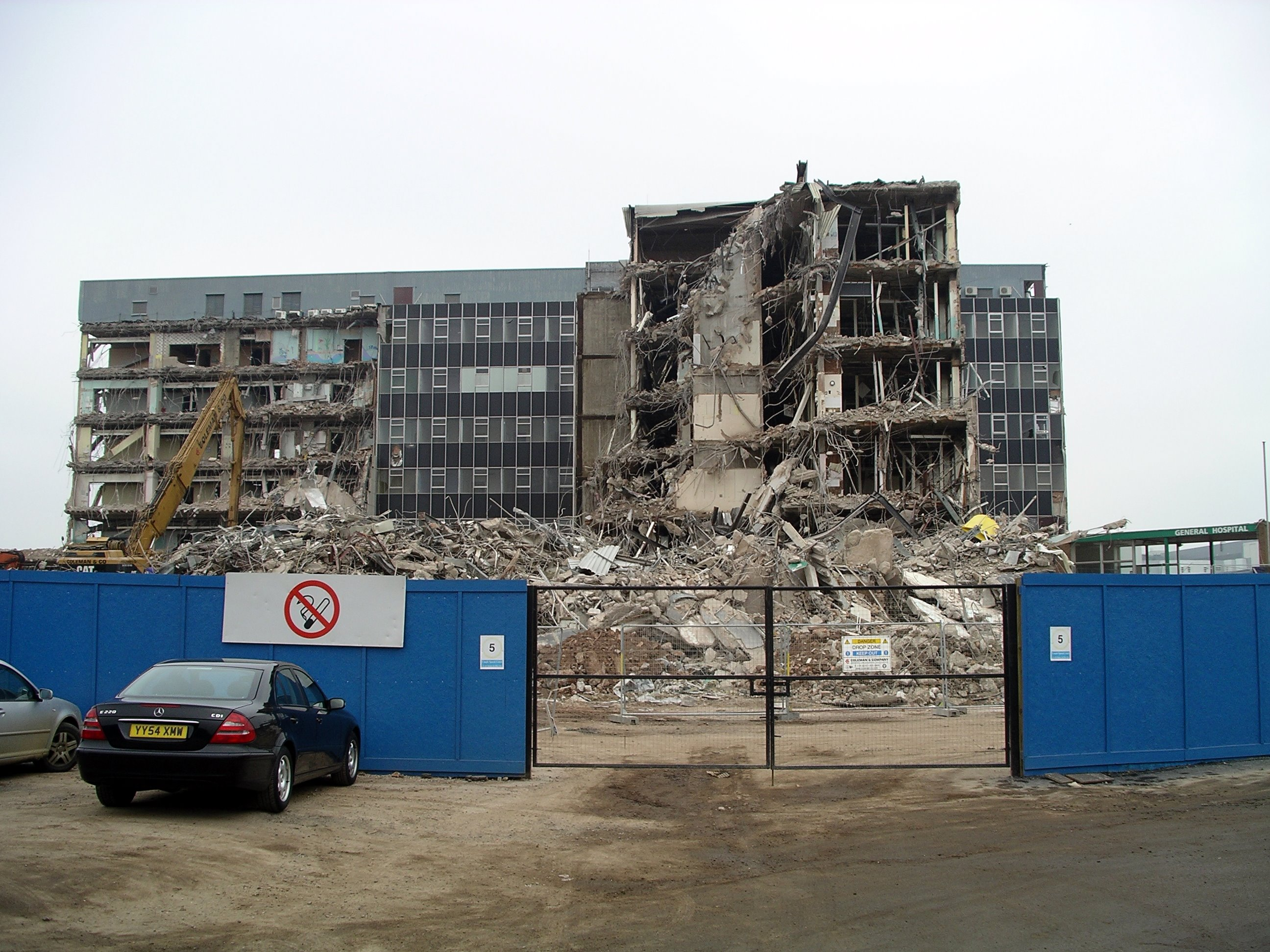
بیمارستان قدیمی در حال تخریب
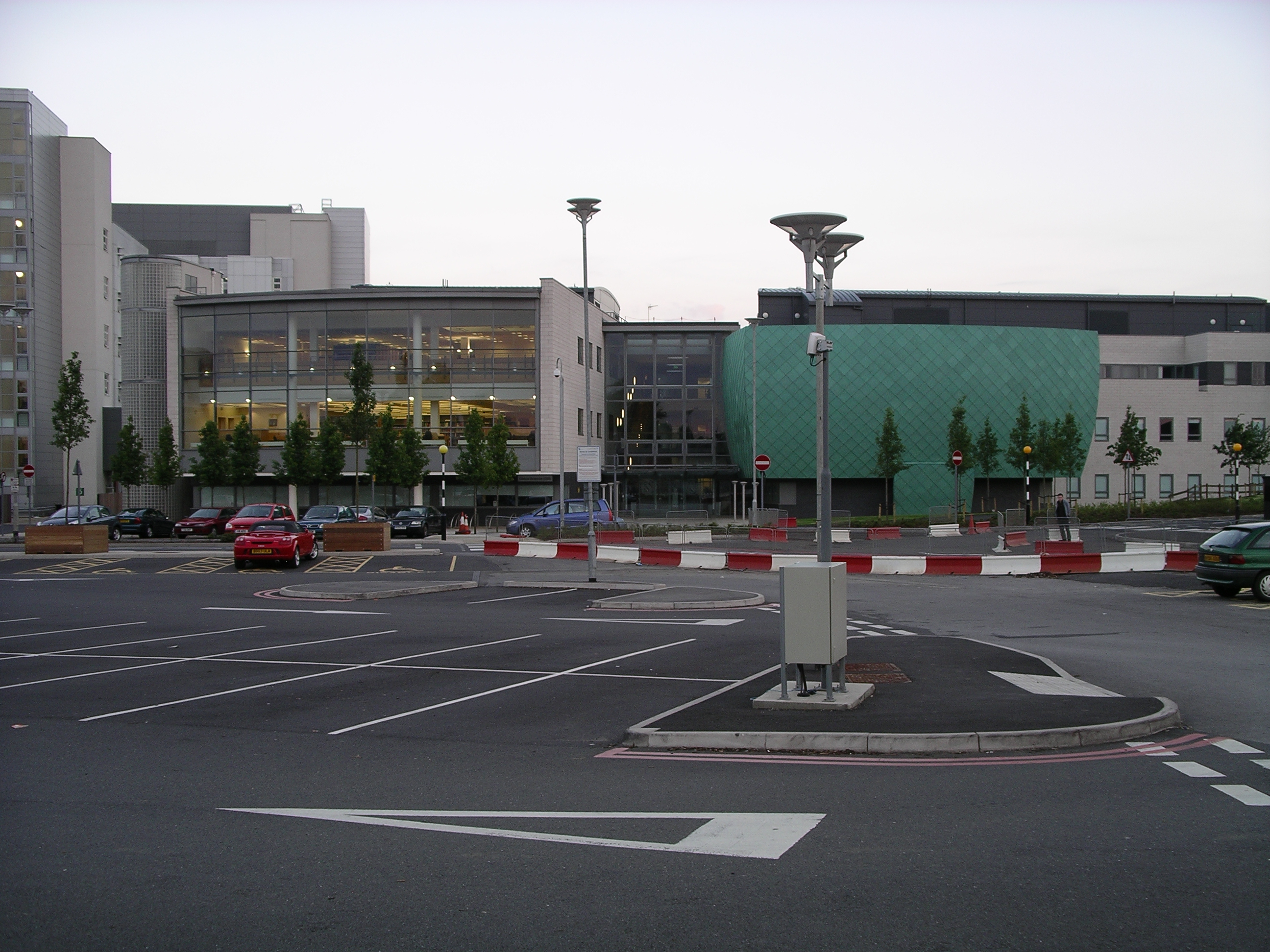
ساختمان کلینیک تحقیقات علوم پزشکی
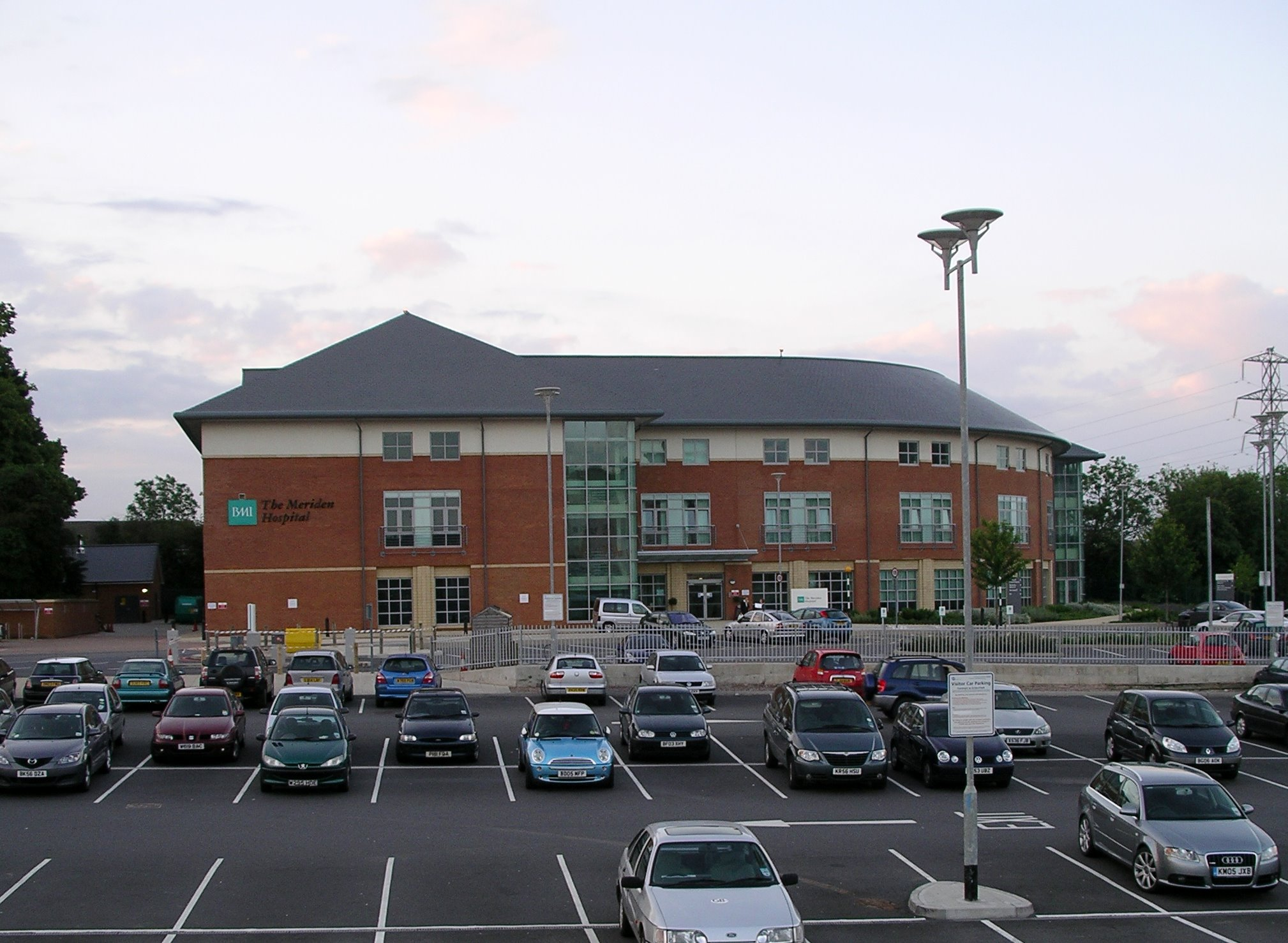
بیمارستان مریدن-خصوصی
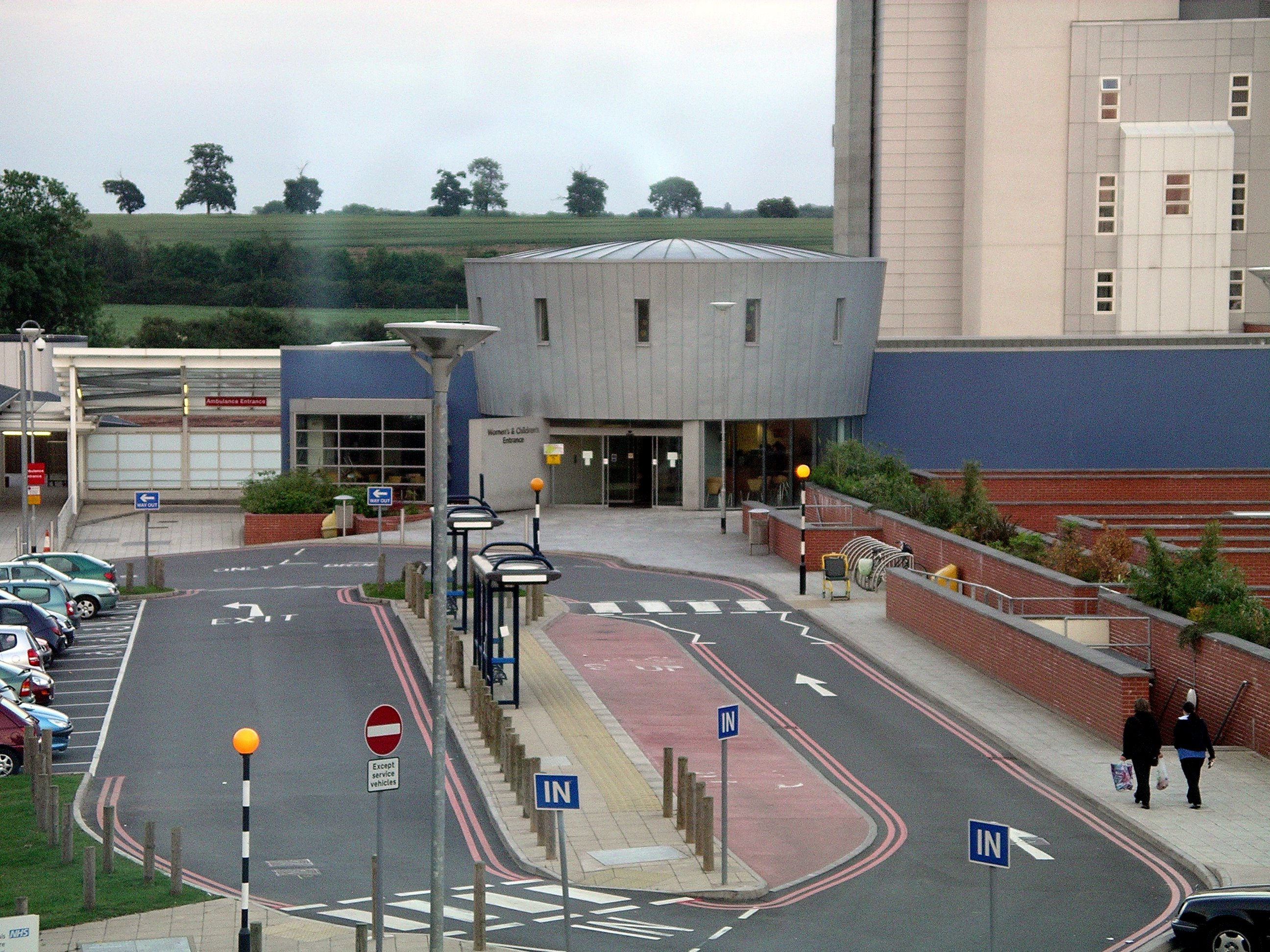
ورودی بخش زنان و کودکان
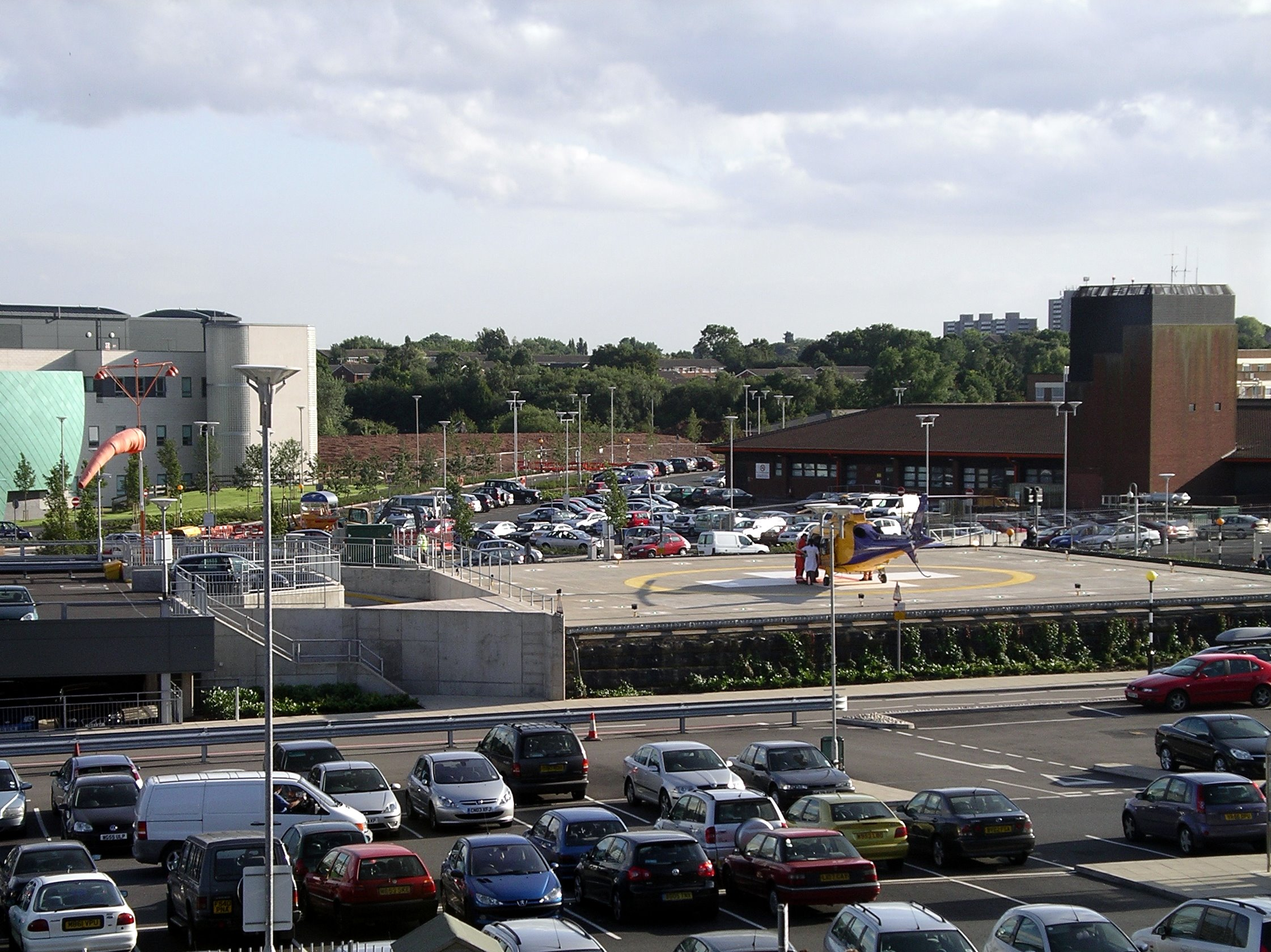
آمبولانس هوایی در باند هلی کوپتر بیمارستان
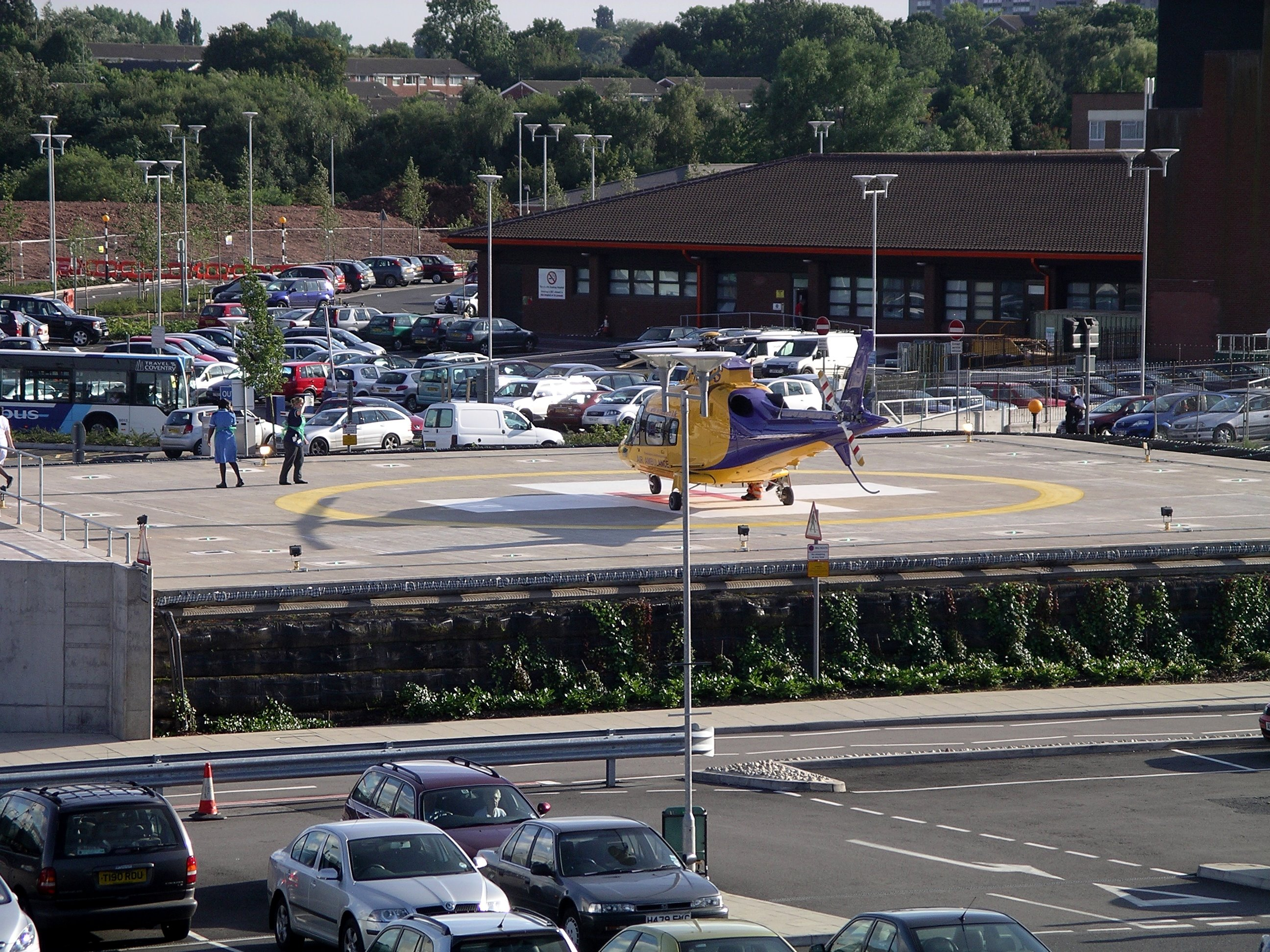
هلیکوپتر آمبولانس هوایی
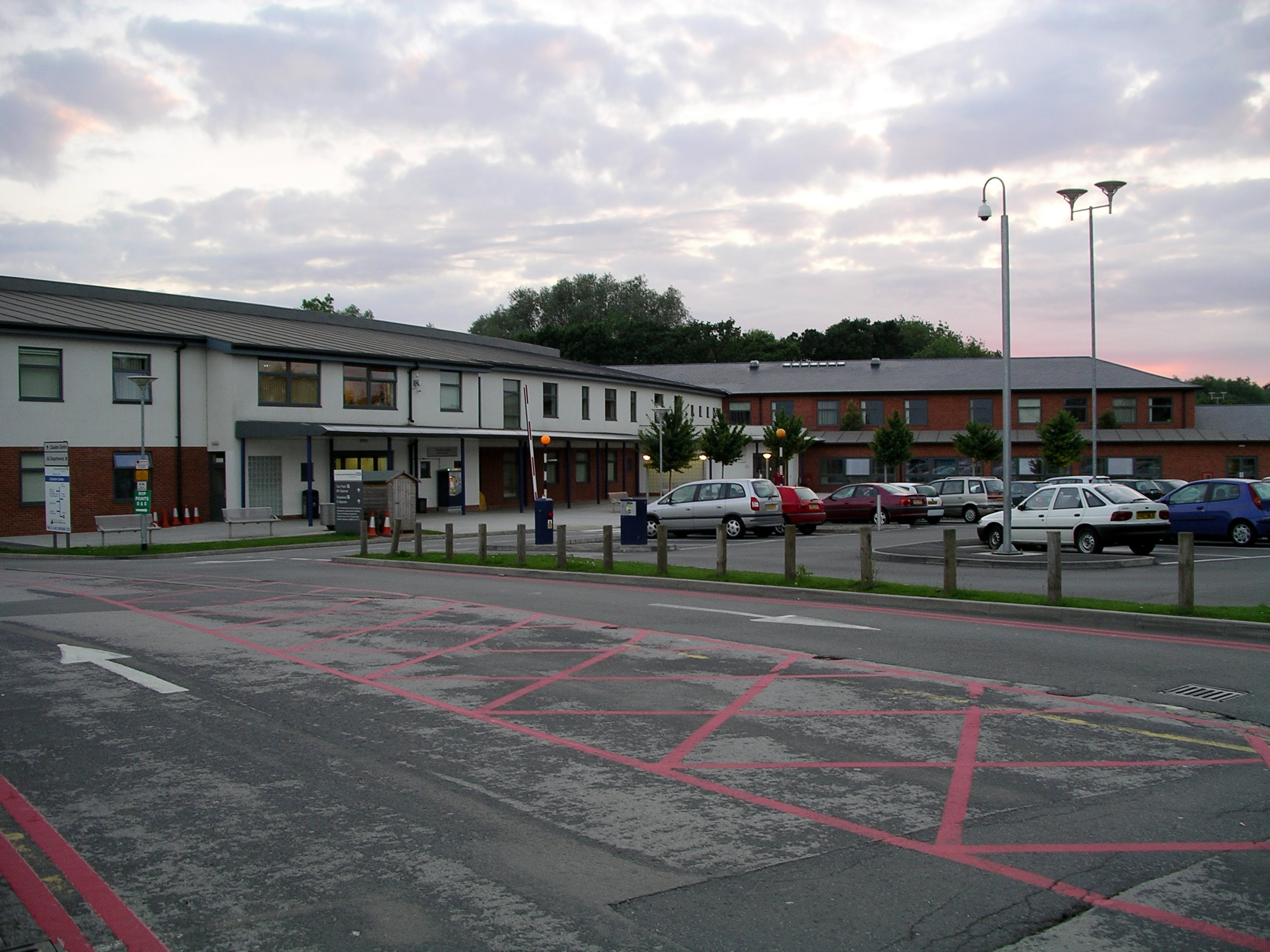
بخش بیماریهای اعصاب و روان-کالودون